# El gall negre
El gall negre és una cançó que té el seu origen al poble de Solanell. La lletra de la cançó és de l'Agustinet de Pallerols (Pere Cases i Julià), un xollador d'ovelles que va crear la lletra arran d'un incident amb el capellà de Solanell Anton Vidal i Alegret (1874-1942).
Solanell, avui és un poble abandonat, del municipi de Montferrer-Castellbò que lluita per tornar a la vida.
El dia de l'Ascensió de l'any 1918 o 1919 hi havia set xolladors d'ovelles que treballaven a Cal Gep de Solanell. L'amo de la casa va comentar als xolladors que tot i que aquell dia era festiu els deixava xollar si anaven a rosari. Els xolladors van dir que si que hi anirien, però un cop van arribar a l'església es van estimar més estar-se a fora. Entre aquells xolladors hi havia l'Agustinet de Pallerols, acordionista d'afició.
L'Agustinet de Pallerols i els altres xolladors avorrits de tant esperar van començar a tocar i cantar, cançons de broma i una miqueta picants, fins que el capellà cansat de tant soroll, sortí de l'església i els digué “ No voleu venir al rosari, marxeu d'aquí o faré venir la justícia”. Els xolladors encara es van sentir més animats i varen cantar una cançó que en el poble es cantava d'amagat perquè les males veus deien que en Mossèn Anton s'entenia amb la seva majordona.
| « | Mossèn Anton, mossèn Anton on tens la dona, la tinc al llit, la tinc al llit que no està bona. Que li’n donarem, que li’n donarem per medicina un parell d'ous, un parell d'ous i una sardina. | » |

Aquesta cançó enfurismà encara més al mossèn Anton, que ja estava sabia que en el poble es parlava d'ell i de la seva majordoma, la qual estava casada i tenia casa als afores, però que residia habitualment a casa del capellà al mig del poble. I d'aquí, que utilitzés altres mètodes menys ortodoxos per fer fora als xolladors. L'Agustinet va tornar a Pallerols, potser amb alguna garrotada a les costelles i feu la cançó amb experiència viscuda a Solanell. Va aprofitar una melodia que ja existia i hi va afegir la lletra a aquest ritme de vals (compàs ternari), fins a formar les estrofes i la tornada.
Així els fets van succeir el dia de l'Ascensió, però a la lletra explica que els xolladors hi van a anar per Cinquagèsima, potser l'Agustinet va preveure que la seva tornada a Solanell, coincidiria amb el dia de Quinquagèsima, potser senzillament perquè rimava millor o potser va ser un error.
Un altre aspecte curiós és quan diu “mig en camisa mig en camisa”, això és perquè antigament els capellans, quan feien el rosari, portaven el roquet o sobrepellís, que és un ornament litúrgic de lli blanc, amb mànigues estretes, vorejat normalment d'una àmplia punta brodada, que duen sobre la sotana els bisbes, prelats i altres dignataris eclesiàstics.
Qui era doncs el Gall Negre. Mossèn Antoni Vidal i Alegret era el Gall Negre, nascut a la Pobla de Segur el 13 de gener del 1874 i era capellà des del 1901, quan va ser nomenat vicari de Sort, en el 1903 vicari de Canejan, en el 1905 fou nomenat ecònom de Gabana, en el 1906 mestre de Salàs, en el 1907 ecònom d'Abella de la Conca i fou en el 1910 quan arriba a Solanell, encara que li fou concedit un permís per viure a la Pobla de Segur, morí el 17 de gener del 1942, el dia del seu sant.
El Gall Negre ha arribat fins als nostres dies gràcies a aquells músics pirinencs que la van adaptar al seu repertori i que de festa en festa la feu conèixer als habitants de les nostres contrades, els quals cantant-la la van fer passar de boca en boca fins als nostres dies. Aquesta cançó va ser prohibida en temps del franquisme, per ser considerada una burla a l'església. Però el que no va poder dictadura és que els pirinencs se la fessin seva, ens arribés fins als nostres dies i sigui una petita part d'aquella riquesa cultural que sense cap dubte és un dels millors tresors dels Pirineus.

## Lletra
La lletra de la cançó és la següent:
| « | El dia de Cinquagesme a Solanell vàrem anar. i un gall negre va sortir a la porta que ens volia fer agafar. Tornada: Fora d'aquí, fora d'aquí, fora d'aquí, si no voleu venir al rosari. Fora d'aquí, fora d'aquí, fora d'aquí, si al rosari no voleu venir. I un gall negre va sortir a la porta, mig en camisa, mig en camisa, i un gall negre va sortir a la porta, mig en camisa, que ens va dir: Si no voleu marxar, espereu-vos-hi una miqueta, si no voleu marxar la justícia us hi en traurà. I un..... Nosaltres teníem raó, vàrem fer una gran resistència, nosaltres teníem raó però el capellà tenia un bastó. I un... | » |